# Plagiomima hilfi
Plagiomima hilfi är en tvåvingeart som först beskrevs av Gabriel Strobl 1902.  Plagiomima hilfi ingår i släktet Plagiomima och familjen parasitflugor. Inga underarter finns listade i Catalogue of Life.